# ۷ شهریور
۷ شهریور صد و شصتمین و دومین روز سال در گاه‌شماری خورشیدی است. به پایان سال ۲۰۳ روز (۲۰۴ روز در سال کبیسه) باقی‌است.

## رویدادها
- ۱۳۹۵ - آغاز انتشار جنجال املاک نجومی

## زادروزها
- ۱۳۰۸ - منوچهر آریان‌پور کاشانی، مترجم و فرهنگ‌نویس و فرزند عباس آریان‌پور کاشانی است.[۱]
- ۱۳۱۰ - ملکه رنجبر، بازیگر
- ۱۳۲۰ - کیومرث صابری فومنی، نویسنده
- ۱۳۵۶ - علی عظیمی، نوازنده، ترانه‌سرا و خواننده
- ۱۳۸۰ - پژمان قلی‌پور، معترض ایرانی کشته شده در  ۲۶ آبان ۱۳۹۸ در مارلیک کرج

## درگذشت‌ها
- ۱۳۴۴ - موسی معروفی، نوازنده تار
- ۱۳۶۹ - سید شهاب الدین مرعشی نجفی، مرجع تقلید شیعه
- ۱۳۸۹ - محمدحسن احمدی فقیه یزدی، مجتهد شیعه